# Івашків Сергій Володимирович
Сергі́й Іва́шків (нар. жовтень 1976, Червоноград, Львівська область, УРСР) — український гончар, майстер народного мистецтва, засновник майстерні «Майстерня Івашків» та культурного простору «Садиба гончара». Член Національної спілки майстрів народного мистецтва України з 2011 року. Один із ініціаторів відродження сокальської кераміки.

## Біографія
Народився в місті Червоноград Львівської області. Закінчив ПТУ №55 за спеціальністю «електрозварювальник». У 1992 році познайомився з відомими майстрами Іваном Братком та Валентином Дробахою, у майстерні яких зробив перші кроки в гончарстві. У 1997 році взяв участь у своїй першій виставці в Києві.
У 2006 році заснував власну творчу майстерню. Разом із дружиною Аллою виготовляє вироби в техніці чорнодимленої кераміки та займається відтворенням традицій сокальської кераміки. До творчості долучається також син Назар.

## Творчість
Сергій Івашків працює в техніці чорнодимленої кераміки з використанням традиційних методів: глина, лощення, димлення. Особливу увагу приділяє збереженню та відтворенню давніх українських гончарських форм і орнаментів, зокрема сокальської кераміки — унікального явища народного мистецтва Львівщини, яке майстер активно досліджує і відроджує.

## Майстерня та ініціативи
- Майстерня Івашків — заснована у 2006 році як творча майстерня традиційної кераміки.
- Садиба гончара — культурний простір для популяризації українського гончарства.
- Один з ініціаторів відродження сокальської кераміки, збереження регіональних традицій.
- Активний учасник та співорганізатор подій ГО «Не святі горшки ліплять». У 2020 році разом із командою встановив рекорд України з гончарства на вершині Говерли.

## Участь у виставках та фестивалях

### Україна
- Київ (з 1997), Червоноград, Дрогобич, Львів, Івано-Франківськ, Ялта
- Фестиваль у Шевченківському гаю (Львів, 2022–2025)
- «Не святі горшки ліплять» (Тернопіль, 2017–2021)
- «Файно без рамок» (Тернопіль, 2024)
- Всеукраїнський симпозіум «Чигирин – Суботів» (2006)
- Симпозіум «Чигирин» — Гран-прі (2011)
- Фестивалі в Опішні (учасник багатьох років, 2010–2020)

### Зарубіжжя
- Ченстохова, Польща
- Ягеллонський ярмарок (Польща)
- Льгеново, Жешув (Польща)
- Стокгольм, Швеція
- Ясси, Румунія — учасник фестивалю кераміки (2023), перша премія за збереження традицій
- Дегендорф, Німеччина (2023)

## Нагороди
- Гран-прі всеукраїнського симпозіуму гончарства (Чигирин, 2011)
- Премія імені Костя Щироцького в галузі народного мистецтва (2011)
- Президентська стипендія для молодих майстрів народного мистецтва (2011)
- Перша премія за збереження традицій на фестивалі в Яссах (2023)
- Народний майстер України — лауреат (Сорочинці, 2007)

## Біографія
Народився 27 жовтня 1976 р. у Червонограді Львівської області.
Закінчив Червоноградське середнє училище №3. Працював шахтарем на шахті №4 «Великомостівська». Навчався гончарству в творчій майстерні Валентина Дробахи та Івана Братка в Червонограді. Займається  димленою керамікою.
Член НСМНМУ з 2006 р. Брав Участь  у всеукраїнській виставці в (1997 р.), обласній виставці в галереї "Равлик" (2003 р.), регіональній виставці в Дрогобичі (2006 р.), в музеї І. Гончара, в симпозіумі гончарства і виставці гончарства в Чигирині (2006 р.), у виставці в Ялті (2008 р.), у міжнародній виставці в м. Стокгольмі в Швеції (2007 р.).
Мешкає в Червонограді.